# 男の情話
「男の情話」（おとこのじょうわ）は、坂本冬美の楽曲、シングル。この項目では4枚目のシングル「男の情話」に加え、5枚目のシングル「男の情話 〜セリフ入り〜」についても記載する。

## 男の情話
「男の情話」（おとこのじょうわ）は、1989年3月8日に発売された坂本冬美の4枚目のシングル曲で、平成時代としては最初のシングルとなった。

### 概要
- 第15回日本演歌大賞受賞。
- 坂本自身オリコンチャート上において、初めての週間ベストテン入りを果たした。
- エアー・ミュージック・モニター調べによる1989年度（1988年11月〜1989年10月）のAMラジオオンエア回数で、東京（東京放送・文化放送・ニッポン放送・ラジオ日本）で366回、大阪（朝日放送・毎日放送・大阪放送）で289回と東京・大阪共に年間1位となった[1]。

### 収録曲
1. 男の情話
  - 作詞：松井由利夫／作曲：猪俣公章／編曲：馬場良
2. 艶花恋
  - 作詞：池田充男／作曲：猪俣公章／編曲：京建輔

NHK「歌謡パレード'89」1月のオリジナル・ソング

## 男の情話 〜セリフ入り〜
「男の情話 〜セリフ入り〜」（おとこのじょうわ セリフいり）は、1989年6月7日に発売された坂本冬美の5枚目のシングル。

### 収録曲
1. 男の情話 〜セリフ入り〜
  - 作詞：松井由利夫／作曲：猪俣公章／編曲：馬場良
2. 風花の駅
  - 作詞：麻こよみ／作曲：猪俣公章／編曲：小杉仁三